# معركة بطرسبرغ الثالثة
دارت أحداث معركة بطرسبرغ الثالثة، والمعروفة كذلك باسم اقتحام بطرسبرغ أو سقوط بطرسبرغ، في 2 أبريل 1865، في جنوب وجنوب غرب بطرسبرغ، فيرجينيا، في أعقاب حملة ريتشموند بطرسبرغ التي استمرت 292 يومًا (تُعرف أحيانًا باسم حصار بطرسبرغ) وفي المرحلة الأولى من حملة أبوتاموكس عندما شارفت الحرب الأهلية الأمريكية على الانتهاء. شن جيش الاتحاد (جيش بوتوماك وجيش شيناندواه وجيش جيمس)، بقيادة الجنرال يوليسيس جرانت، هجومًا على خنادق وتحصينات الجيش الكونفدرالي الذي يقوده الجنرال روبرت لي في بطرسبرغ بولاية فرجينيا الشمالية عقب انتصار جيش الاتحاد في معركة فايف فوركس في 1 أبريل 1865. أسفرت تلك المعركة عن كشف الجناح الأيمن والخلفي للجيش الكونفدرالي. قُطعت خطوط الإمداد المتبقية وتناقصت أعداد المدافعين الكونفدراليين بأكثر من 10,000 رجل، فمنهم من قُتل أو جُرح أو أُسر أو فر.
استنفدت قوات الاتحاد الخطوط الكونفدرالية المتزعزعة في بطرسبرغ إلى أن وصلت حد الانهيار، إذ عملت على تمديد نقاط القتال إلى ما يتجاوز قدرة الكونفدراليين على التعامل معها بشكل كافٍ، بالإضافة إلى اعتمادها على هروب الجنود الكونفدراليين والإصابات التي لحقت بهم جراء المعارك الأخيرة. عندما اشتد هجوم قوات الاتحاد على الخطوط الكونفدرالية، تمكن المدافعون الكونفدراليون اليائسون من صد اقتحام الاتحاد لفترة كافية سمحت لمسؤولي الحكومة الكونفدرالية ومعظم الجيش الكونفدرالي المتبقي، بما في ذلك قوات الدفاع المحلية وبعض أفراد البحرية الكونفدرالية، للفرار من بطرسبرغ والعاصمة الكونفدرالية ريتشموند، فيرجينيا، وقُتل قائد الفيلق الكونفدرالي اللواء هيل خلال القتال.
في 3 أبريل 1865، احتل جنود الاتحاد ريتشموند وبطرسبرغ، إلا أن معظم جيش الاتحاد طارد جيش فيرجينيا الشمالية حتى حاصروه، ما أرغم روبرت إي لي على إعلان استسلام الجيش في 9 أبريل 1865 بعد معركة أبوتاموكس كورت هاوس، فيرجينيا.

## خلفية

### حصار بطرسبرغ
بدأت أحداث حملة ريتشموند بطرسبرغ التي استمرت 292 يومًا (حصار بطرسبرغ) باتحاد فيلقين من جيش اتحاد بوتوماك، اللذان كانا بعيدين عن الأنظار عقب مغادرة كولد هاربور في نهاية حملة وايلدرنيس، مع جيش اتحاد جيمس خارج بطرسبرغ، ولكنهما فشلا في الاستيلاء على المدينة، إذ صدتهم قوة صغيرة من المدافعين الكونفدراليين في معركة بطرسبرغ الثانية في يونيو 15-18 1864. أُرغم القائد العام لجيش الاتحاد يوليسيس جرانت بعد ذلك على شن حملة من حرب الخنادق والاستنزاف التي حاولت قوات الاتحاد فيها استنزاف طاقة الجيش الكونفدرالي الأصغر، فضلًا عن تدمير وقطع مصادر وخطوط الإمداد إلى بطرسبرغ وريتشموند وزيادة نقاط الخطوط الدفاعية التي كان على القوة الكونفدرالية المتفوقة والمتراجعة الدفاع عنها إلى نقطة الانهيار. تمكن الكونفدراليون من الدفاع عن ريتشموند ومركز السكك الحديدية والإمداد الرئيسية في بطرسبرغ، فيرجينيا، على بعد 23 ميلًا (37 كم) جنوب ريتشموند لأكثر من 9 أشهر ضد قوة الاتحاد الأكبر من خلال اعتماد استراتيجية دفاعية واستخدام الخنادق والتحصينات الميدانية بمهارة. 
توسعت خطوط القتال عقب معركة هاتشر رن في 5-7 فبراير 1865 إلى 4 أميال أخرى (6.4 كم)، لم يمتلك لي الكثير من الاحتياطيات بعد توجيه الدفاعات المطولة. تيقن لي أن قواته لن تتمكن من الحفاظ على دفاعاتها لفترة أطول وأن أفضل فرصة لمواصلة الحرب كانت مغادرة جيشه جزئيًا أو كليًا من خطوط ريتشموند وبطرسبرغ، للحصول على الغذاء والإمدادات في دانفيل، فيرجينيا أو ربما لينشبورغ، فرجينيا ومن ثم انضمامها إلى قوة الجنرال جوزيف جونستون التي تواجه جيش اللواء ويليام شيرمان في ولاية كارولاينا الشمالية. قد يعود الكونفدراليون، في حال تمكنهم من هزيمة شيرمان بسرعة، إلى مواجهة جرانت قبل أن يتمكن من دمج قواته مع قوات شيرمان. بدأ لي الاستعداد لهذه التحركات وأبلغ الرئيس الكونفدرالي جيفرسون ديفيس ووزير الحرب الكونفدرالي جون بريكينريدج بخطته واستنتاجاته.
في ظل ضغط الرئيس جيفرسون ديفيس للحفاظ على دفاعات ريتشموند وعدم قدرة الجيش على التحرك بحرية على الطرق الموحلة وسوء تغذية الحيوانات في الشتاء، أُرغم الجنرال لي على قبول خطة وضعها اللواء جون غوردون لشن هجوم على حصن ستيدمان التابع للاتحاد لزعزعة خطوط الاتحاد شرق بطرسبرغ أو إرغام جرانت على تقليل نقاط القتال على خطوط الاتحاد. في حال نجحت هذه الخطة، سيحظى لي بفرصة أفضل في تقليل نقاط قتال الخطوط الكونفدرالية وإرسال قوة كبيرة، أو تقريبًا جيشه بأكمله، لمساعدة جو جونستون.
في 25 مارس 1865، هاجم غوردون حصن ستيدمان على حين غرة في ساعات ما قبل الفجر وتمكن من الاستيلاء عليه وعلى ثلاث مدفعيات مجاورة وأسر أكثر من 500 سجين بينما قتل وجرح نحو 500 جندي آخر من الاتحاد. شن فيلق الاتحاد التاسع بقيادة اللواء جون بارك هجومًا مضادًا على الفور. استعاد الفيلق التاسع الحصن والمدفعيات، وأرغم الكونفدراليين على العودة إلى خطوطهم، وانسحابهم في أماكن أخرى. أسفر هجوم الفيلق التاسع عن وقوع نحو 4000 إصابة، بما في ذلك أسر نحو 1000 جندي، وكانت تلك خسارة تفوق قدرة الكونفدراليين.
بعد ظهر يوم 25 مارس 1865 خلال معركة جونز فارم، استولى الفيلق الثاني والفيلق السادس على الخطوط الكونفدرالية بالقرب من مطحنة أرمسترونغ، ما وسع الطرف الأيسر من خطوط الاتحاد على بعد نحو 0.25 ميلًا (0.40 كم) ووضع الفيلق السادس على بعد نحو 0.5 ميل (0.80 كم) من الخط الكونفدرالي. عقب الهزائم التي لحقت بالكونفدرالية في فورت ستيدمان وفارم جونز، تيقن لي أن جرانت سيتحرك قريبًا ضد خطوط الإمداد الكونفدرالية الوحيدة المتبقية في بطرسبرغ، وساوث سايد ريلرود وطريق بويدتون بلانك، وأنه قد يكون استولى على جميع طرق التراجع وقطعها عن ريتشموند وبطرسبرغ.

## بدء حملة أبوتاموكس

### أوامر جرانت
في 24 مارس 1865، في اليوم السابق للهجوم الكونفدرالي على حصن ستيدمان، خطط جرانت لشن هجوم في 29 مارس 1865. كان الهدف من هذا الهجوم هو استدراج الكونفدراليين إلى معركة مفتوحة حيث قد يُهزمون، وفي حال احتفاظ الكونفدراليين بخطوطهم كان الهدف هو قطع الطرق المتبقية وإمدادات السكك الحديدية وطرق الاتصال بين المناطق الكونفدرالية التي ما تزال تحت سيطرة الكونفدرالية وبطرسبرغ وريتشموند. لم يكن لمعركة فورت ستيدمان أي تأثير على خطط جرانت. لم يخسر جيش الاتحاد أيًا من أراضيه بسبب الهجوم، ولم يكن بحاجة إلى تقليص نقاط قتاله على خطوطه، ولم يتكبد سوى خسائر قليلة.
أمر جرانت اللواء إدوارد أورد بنقل جزء من جيش جيمس من الخطوط بالقرب من ريتشموند لملء الخط الذي سيجري إخلاؤه من الفيلق الثاني بقيادة اللواء أندرو همفريز في الطرف الجنوبي الغربي من خط بطرسبرغ قبل توجهه نحو الغرب. أسفر ذلك عن إطلاق فيلقين أحدهما بقيادة اللواء أندرو همفري والآخر بقيادة اللواء جوفيرنور وارن لشن هجوم على طرق إمدادات السكك الحديدية. أمر جرانت فيلق المشاة وسلاح الفرسان التابع للواء فيليب شيريدان، اللذان ما زالا يعملان تحت قيادة جيش شيناندواه لشيريدان، بالتحرك نحو الغرب. تألف سلاح الفرسان التابع لشيريدان من فرقتين بقيادة العميد توماس ديفين وجورج أرمسترونج كاستر ولكن بإشراف القيادة العامة للعميد ويسلي ميريت، قائدًا غير رسمي للفيلق، وفرقة اللواء جورج كروك منفصلة عن جيش بوتوماك. بقيت أهداف جرانت كما هي على الرغم من أنه لم يكُن متيقنًا من إمكانية استدراج الكونفدراليين إلى معركة مفتوحة.

### أوامر لي
أدرك الجنرال الكونفدرالي روبرت لي، الذي كان قلقًا بشأن قدرة جيشه الضعيف على الحفاظ على دفاعاته عن بطرسبرغ وريتشموند، أن هزيمة جيشه في فورت ستيدمان ستجعل جرانت يتخذ خطوة ضد جناحه الأيمن وطرق الاتصالات والنقل. في صباح يوم 29 مارس 1865، جهز لي بعض المساعدات لتعزيز الطرف الغربي من خطه وشرع في تشكيل قوة متنقلة تألفت من نحو 10,600 من المشاة والفرسان والمدفعية بقيادة اللواء جورج بيكيت وقائد الفرسان اللواء فيتزهو لي. تعين على هذه القوة تجاوز نهاية الخط لحماية التقاطع الرئيسي في فايف فوركس في مقاطعة دينويدي حيث قد تتمكن قوة الاتحاد من الوصول إلى الطرق والسكك الحديدية الكونفدرالية المفتوحة المتبقية.

### تحركات قوات الاتحاد
قبل فجر 29 مارس 1865، تحرك الفيلق الخامس بقيادة وارن باتجاه غرب خطوط الاتحاد والكونفدرالية بينما تحرك سلاح الفرسان بقيادة شيريدان نحو طريق أطول جنوبًا باتجاه دينويدي كورت هاوس. جرت تعبئة الشواغر بفيلق همفري الثاني الذي تمركز بين النهاية الحالية لخط الاتحاد والموقع الجديد لفيلق وارن. توجه فيلق اللواء الأول لوارن بقيادة العميد جوشوا تشامبرلين إلى الشمال على طريق كويكر باتجاه تقاطعه مع طريق بويدتون بلانك والكونفدرالية.

### معركة لويس فارم
على طول الطريق المؤدي إلى كويكر، من خلال عبور روانتي كريك في لويس فارم، واجه رجال تشامبرلين قوات تابعة للعميد الكونفدرالي هنري وايز وويليام هنري والاس ويونغ مارشال مودي التي أرسلها قائد الفرقة الرابعة اللواء ريتشارد. أعقب ذلك اندلاع معركة مستعرة أصيب خلالها تشامبرلين وكاد يُلقى القبض عليه. استدرج لواء تشامبرلين، معزّزًا بمدفعية من أربع بنادق وأفواج من ألوية العقيد إدغار غريغوري والعقيد ألفريد بيرسون، الكونفدراليين إلى طريق وايت أوك، وحصل لاحقًا على وسام الشرف. تساوت الإصابات في كلا الجانبين تقريبًا، بحصيلة بلغت 381 للاتحاد و371 للكونفدراليين.
بعد انتهاء المعركة، سعت قوات غريفين إلى الاستيلاء على تقاطع طريق كويكر وطريق بويدتون بلانك بالقرب من نهاية خط طريق وايت أوك الكونفدرالي. في وقت متأخر من بعد ظهر يوم 29 مارس 1865، احتل سلاح فرسان شيريدان دينويدي كورت هاوس على طريق بويدتون بلانك دون أي مواجهة. قطعت قوات الاتحاد طريق بويدتون بلانك في نقطتين وأصبحت قريبة من الخط الكونفدرالي وفي وضع يسمح لها بتحريك قوة كبيرة ضد الجناح الأيمن الكونفدرالي وتقاطع الطريق الحاسم في فايف فوركس في مقاطعة دينويدي التي كان لي ينوي إرسال مدافعي القوة المتحركة بقيادة بيكيت إليها. في حال تمكن جيش الاتحاد من الاستيلاء على فايف فوركس، كان سيصبح في وضع يمكّنه من مهاجمة اتصالات السكك الحديدية الكونفدرالية المتبقية مع بطرسبرغ وريتشموند.
ساهم فشل الجيش الكونفدرالي في قمع الهجوم على لويس فارم وانسحابه إلى خط طريق وايت أوك في تشجيع الجنرال جرانت على توسيع نطاق مهمة شيريدان لتصبح هجومًا كبيرًا بدلًا من مجرد معركة محتملة أو غارة على السكك الحديدية وزيادة عدد نقاط القتال على الخط الكونفدرالي قسرًا.